# 其歐瑪

其歐瑪（英文：Keoma）是一個位於加拿大亞伯達省洛磯維尤縣的一個農莊。「其歐瑪」是此地區原住民的名稱，意指「那邊」或「遙遠的地方」。加拿大太平洋鐵路公司於1910年開墾土地用於灌溉並定居；而郵局於1910年1月15日至1986年6月27日營運。

## 資料來源
1. 1 2  . Statistics Canada. February 9, 2022  [February 10, 2022].